# Lijst van presidenten van Afghanistan
Deze lijst bevat de presidenten van de republiek Afghanistan. Er is een aparte lijst met de monarchen van Afghanistan.

## Republiek Afghanistan (1973-1978)
| Titel     | Naam                | Begin van regeerperiode | Eind van regeerperiode | Politieke partij                             |
| --------- | ------------------- | ----------------------- | ---------------------- | -------------------------------------------- |
| President | Mohammed Daoud Khan | 17 juli 1973            | 27 april 1978          | Nationaal Revolutionaire Partij (sinds 1976) |

## Militaire dictatuur (1978)
| Titel                            | Naam         | Begin van regeerperiode | Eind van regeerperiode | Politieke partij    |
| -------------------------------- | ------------ | ----------------------- | ---------------------- | ------------------- |
| Voorzitter van de Militaire raad | Abdoel Qadir | 27 april 1978           | 30 april 1978          | Het Afghaanse leger |

## Democratische republiek Afghanistan (1978-1987)
| Titel                                 | Naam                   | Begin van regeerperiode | Eind van regeerperiode | Politieke partij                          |
| ------------------------------------- | ---------------------- | ----------------------- | ---------------------- | ----------------------------------------- |
| Voorzitter van de Revolutionaire Raad | Nur Muhammad Taraki    | 30 april 1978           | 16 september 1979      | Democratische Volkspartij van Afghanistan |
| Voorzitter van de Revolutionaire Raad | Hafizullah Amin        | 16 september 1979       | 27 december 1979       | Democratische Volkspartij van Afghanistan |
| Voorzitter van de Revolutionaire Raad | Babrak Karmal          | 27 december 1979        | 24 november 1986       | Democratische Volkspartij van Afghanistan |
| Voorzitter van de Revolutionaire Raad | Haji Muhammad Chamkani | 24 november 1986        | 30 september 1987      | Geen partij                               |
| Voorzitter van de Revolutionaire Raad | Mohammed Nadjiboellah  | 30 september 1987       | 30 november 1987       | Democratische Volkspartij van Afghanistan |

## Republiek Afghanistan (1987-1992)
| Titel     | Naam                  | Begin van regeerperiode | Eind van regeerperiode | Politieke partij                                                                      |
| --------- | --------------------- | ----------------------- | ---------------------- | ------------------------------------------------------------------------------------- |
| President | Mohammed Nadjiboellah | 30 november 1987        | 16 april 1992          | Democratische Volkspartij van Afghanistan (tot 1990), Vaderlandse partij (sinds 1990) |
| President | Abdul Rahim Hatif     | 16 april 1992           | 28 april 1992          | Vaderlandse partij                                                                    |

## Islamitische Staat Afghanistan (1992-1996)
| Titel     | Naam                   | Begin van regeerperiode | Eind van regeerperiode | Politieke partij                        |
| --------- | ---------------------- | ----------------------- | ---------------------- | --------------------------------------- |
| President | Sibghatullah Mojaddedi | 28 april 1992           | 28 juni 1992           |                                         |
| President | Burhanuddin Rabbani    | 28 juni 1992            | 27 september 1996      | Islamitische Vereniging van Afghanistan |

## Islamitisch Emiraat Afghanistan (1996-2001)
| Titel                      | Naam          | Begin van regeerperiode | Eind van regeerperiode | Politieke partij |
| -------------------------- | ------------- | ----------------------- | ---------------------- | ---------------- |
| Hoofd van de Opperste Raad | Mohammed Omar | 27 september 1996       | 13 november 2001       | Taliban          |

## Afghaanse Interim-regering/Overgangsregering (2001-2004)
| Titel                              | Naam                | Begin van regeerperiode | Eind van regeerperiode | Politieke partij |
| ---------------------------------- | ------------------- | ----------------------- | ---------------------- | ---------------- |
| President                          | Burhanuddin Rabbani | 13 november 2001        | 22 december 2001       |                  |
| Voorzitter van het Overgangsbeleid | Hamid Karzai        | 22 december 2001        | 19 juni 2002           | Geen partij      |
| President                          | Hamid Karzai        | 19 juni 2002            | 7 december 2004        | Geen partij      |

## Islamitische Republiek Afghanistan (2004-2021)
| Titel     | Naam         | Begin van regeerperiode | Eind van regeerperiode | Politieke partij |
| --------- | ------------ | ----------------------- | ---------------------- | ---------------- |
| President | Hamid Karzai | 7 december 2004         | 29 september 2014      | Geen partij      |
| President | Ashraf Ghani | 29 september 2014       | 15 augustus 2021       | Geen partij      |

## Islamitisch Emiraat Afghanistan (sinds 2021)
| Titel                      | Naam                   | Begin van regeerperiode | Eind van regeerperiode | Politieke partij |
| -------------------------- | ---------------------- | ----------------------- | ---------------------- | ---------------- |
| Hoofd van de Opperste Raad | Haibatullah Akhundzada | 15 augustus 2021        |                        | Taliban          |